# Jean-Louis Laclaverie
Jean-Louis Laclaverie est un homme politique français né le 25 janvier 1738 à Lachapelle (Tarn-et-Garonne) et décédé le 6 septembre 1826 au même lieu.
Avocat, il est député du tiers état aux états généraux de 1789 pour la sénéchaussée d'Armagnac. Il siège dans la majorité.

## Sources
- « Jean-Louis Laclaverie », dans Adolphe Robert et Gaston Cougny, Dictionnaire des parlementaires français, Edgar Bourloton, 1889-1891 [détail de l’édition]